# Джамбо (жест)

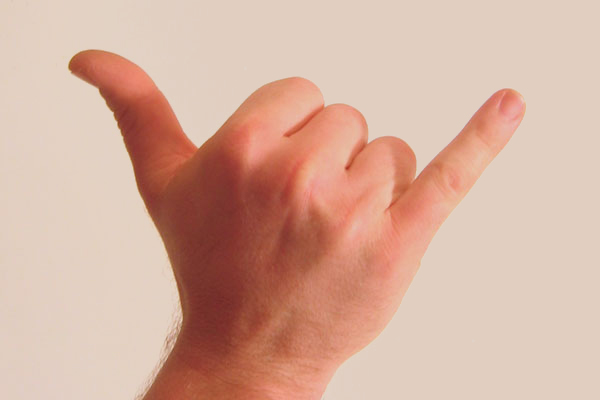

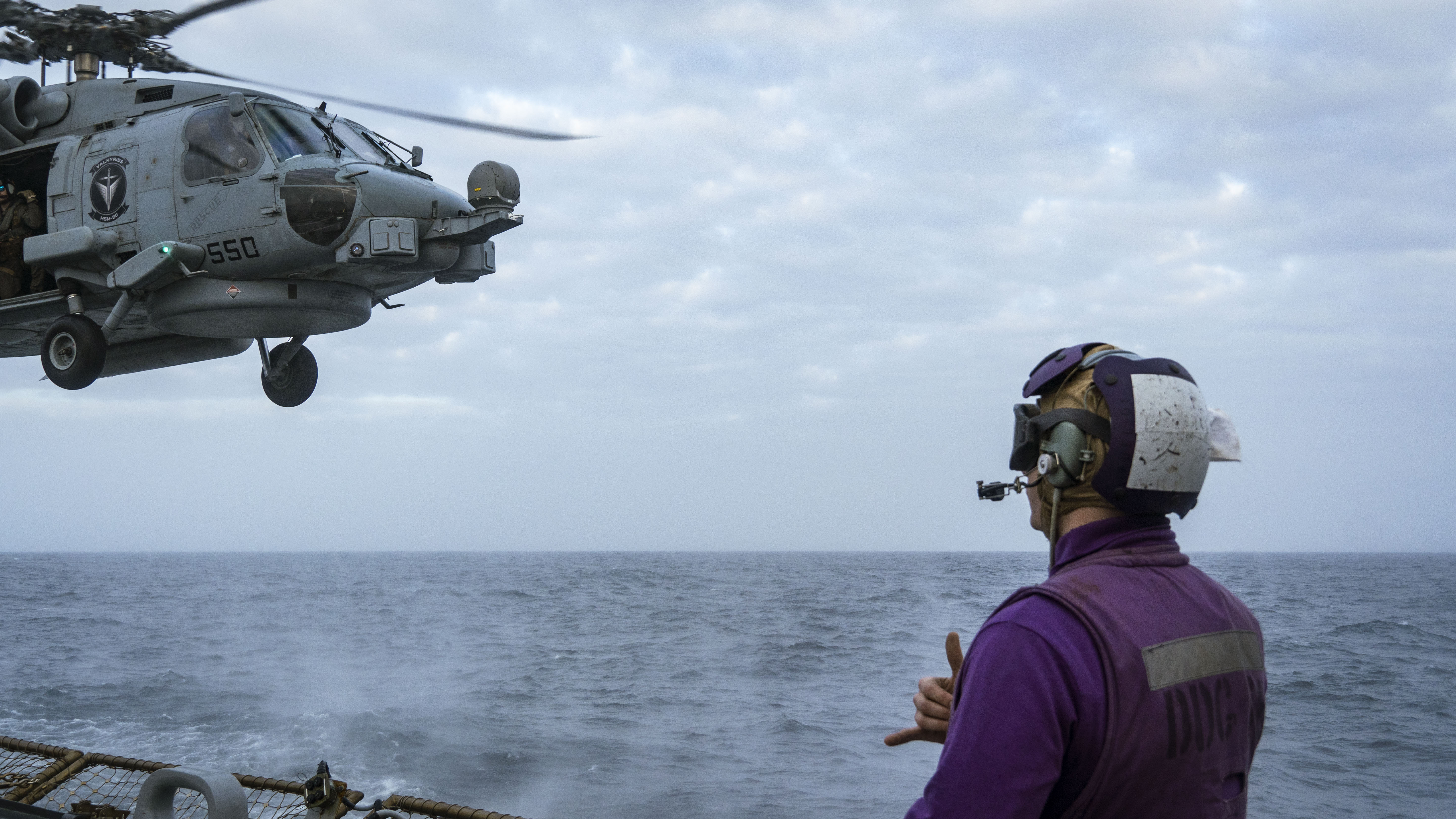

Джамбо (англ. jumbo) или Шака (англ. shaka) — жест, при котором большой палец и мизинец оттопырены, а остальные пальцы прижаты к ладони. 
Изначально появился под названием «шака» в странах Африки и на Гавайях, там его до сих пор используют в качестве приветствия, доброго пожелания или напутствия. С течением времени жест стал ассоциироваться также с популярным среди сёрферов приветствием «hang loose», отразившим философию сёрфинга и трактуется как «расслабься».
В Африке его переняли наёмники, там же он получил название «джамбо». Военные разных стран, в том числе российские, показывают его в качестве приветствия между собой или демонстрации силы. Жест показан в фильме 2016 года «Тайные солдаты Бенгази».
Кроме этого, в некоторых странах, в том числе России, жест может означать предложение выпить (с характерным опрокидыванием), покурить наркотики (с подношением большого пальца ко рту) или разговор по телефону (с прикладыванием к уху).
В Китае означает цифру 6. Если потрясти рукой три раза, то 666, что значит «Хорошая работа», «Молодец», «Круто».